# Chie Yoshizawa
Chie Yoshizawa (jap. 吉澤智恵 Yoshizawa Chie; ur. 9 lipca 1983 r. w Tokio, w Japonii) - siatkarka grająca na pozycji atakującej.
Obecnie gra w JT Marvelous.